# John Quayle

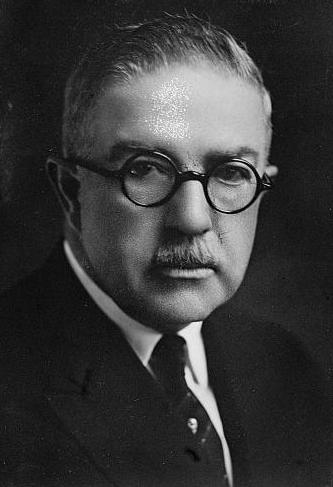
John Quayle

John Quayle (1938) is een Brits acteur die het best bekend is door zijn rollen in All Gas and Gaiters, Terry and June, Steptoe and Son en The Liver Birds.
Quayles eerste belangrijke televisierol was als Jim Hawkins in 1951 in de BBC-serie Treasure Island naast Bernard Miles als Long John Silver. Hij trad ook op in 1952 in Billy Bunter of Greyfriars School. Zijn rollen in de zestiger jaren omvatten The Power Game en No Hiding Place.
Hij speelde in All Gas and Gaiters in 1970. Latere optredens omvatten Steptoe and Son, The Liver Birds, Doomwatch, The Dick Emery Show, The Good Life, The Duchess of Duke Street, Happy Ever After, Rising Damp, Citizen Smith, Mind Your Language, The Fall and Rise of Reginald Perrin en de rol van Bunny Newbury in Upstairs, Downstairs.
In de tachtiger jaren speelde Quayle de twee rollen waar hij het meest bekend mee werd, namelijk de Duke of Broughton in het BBC-drama Nanny en in 1985 werd hij de derde acteur (na Terence Alexander en Tim Barrett) die Medfords' beste vriend Malcolm speelde in Terry and June. Hij speelde de leidende rol in Yorkshire Television-producties Farrington of the F.O. naast Joan Sims en Angela Thorne. Verder vervulde hij rollen in Johnny Speights The Nineteenth Hole en Only When I Laugh.
In latere jaren speelde Quayle Mr Wilcox in Hippies, Anthony Stephens in Coronation Street en had rollen in The Bill, Midsomer Murders, Monarch of the Glen en Lab Rats. Op het toneel acteerde hij in Agatha Christies Afternoon at the Seaside en Light Up The Sky. Zijn filmrollen omvatten Night Train to Paris, Privates on Parade, Longitude, Seeing Red, A.K.A. en Fish Tales.
- International Standard Name Identifier: 0000 0003 7206 3732
- Library of Congress Control Number: no2008178121
- Virtual International Authority File: 9675789
- WorldCat: E39PBJdgVbFywBKW4gxvMBbWXd